# 隆田十號糧倉
隆田十號糧倉，為農糧署南區分署隆田國有倉庫建築群的倉庫之一，建於1944年，位於台南市官田區。此糧倉具有11組的單坡折板屋頂，其側面採光設計和外牆兩側半圓扶壁亦具獨特性，反映當時的建築特色。

## 介紹
農糧署南區分署的前身為臺灣總督府農商局食糧部，戰後成立臺灣省糧食局臺南事務所，管理嘉南地區的糧食，之後經多次改制而成為現今的南區分署。農糧署南區分署在隆田有一倉庫群，多數建於1960至1970年代，其中有隆田辦公廳、隆田1號崗亭和1至12號倉庫。2018年，台南市文資處評估此倉庫群的文化資產價值，而隆田十號倉庫一棟登錄為歷史建築。

## 附近
- 隆田酒廠
- 隆田車站
- 臺鹽隆田儲運站

## 外部連結
- 農糧署南區分署 （页面存档备份，存于）